# U-561
| U-561                      | U-561                                                          | U-561                                                          |
| -------------------------- | -------------------------------------------------------------- | -------------------------------------------------------------- |
|                            |                                                                |                                                                |
|                            |                                                                |                                                                |
|                            |                                                                |                                                                |
| Під прапором               | Третій рейх                                                    | Третій рейх                                                    |
| Спуск на воду              | 23 січня 1941 року                                             | 23 січня 1941 року                                             |
| Виведений зі складу флоту  | 12 липня 1943 року                                             | 12 липня 1943 року                                             |
| Сучасний статус            | затоплений                                                     | затоплений                                                     |
| Проєкт                     |                                                                |                                                                |
| Тип ПЧ                     | Торпедний ДПЧ                                                  | Торпедний ДПЧ                                                  |
| Основні характеристики     |                                                                |                                                                |
| Швидкість (надводна)       | 17,7 вузлів                                                    | 17,7 вузлів                                                    |
| Швидкість (підводна)       | 7,6 вузлів                                                     | 7,6 вузлів                                                     |
| Робоча глибина занурення   | 100 м                                                          | 100 м                                                          |
| Гранична глибина занурення | 220 м                                                          | 220 м                                                          |
| Екіпаж                     | 44 осіб                                                        | 44 осіб                                                        |
| Розміри                    |                                                                |                                                                |
| Довжина найбільша (по КВЛ) | 67,1 м                                                         | 67,1 м                                                         |
| Ширина корпусу найб.       | 6,2 м                                                          | 6,2 м                                                          |
| Висота                     | 9,6 м                                                          | 9,6 м                                                          |
| Середня осадка (по КВЛ)    | 4,70 м                                                         | 4,70 м                                                         |
| Водотоннажність надводна   | 769 т                                                          | 769 т                                                          |
| Озброєння                  |                                                                |                                                                |
| Артилерія                  | одна палубна гармата калібру 88-мм, одна 20-мм зенітна гармата | одна палубна гармата калібру 88-мм, одна 20-мм зенітна гармата |
| Торпедно- мінне озброєння  | 4 носових і один кормовий ТА. 14 торпед або 26 мін             | 4 носових і один кормовий ТА. 14 торпед або 26 мін             |

U-561 — німецький підводний човен типу VIIC, часів Другої світової війни.
Замовлення на будівництво човна було віддане 16 жовтня 1939 року. Човен був закладений на верфі суднобудівної компанії «Blohm + Voss» у Гамбурзі 28 лютого 1940 року під будівельним номером 537, спущений на воду 23 січня 1941 року, 13 березня 1941 року увійшов до складу 1-ї флотилії. Також за час служби входив до складу 23-ї флотилії.
Човен зробив 15 бойових походів, в яких потопив 5 (загальна водотоннажність 17 146 брт) та пошкодив 2 судна.
Потоплений 12 липня 1943 року у Мессінській протоці (38°16′ пн. ш. 15°39′ сх. д. / 38.267° пн. ш. 15.650° сх. д.) торпедою британського торпедного човна HMS MTB-81. 42 члени екіпажу загинули, 5 врятовані.

## Командири
- Капітан-лейтенант Роберт Бартельс (13 березня 1941 — 5 вересня 1942)
- Капітан-лейтенант Гайнц Шомбург (5 вересня 1942 — 18 червня 1943)
- Оберлейтенант-цур-зее Фріц Геннінг (19 червня — 12 липня 1943)

## Потоплені та пошкоджені кораблі[3]
| Назва         | Тип                | Належність      | Дата              | Тоннаж (БРТ) | Вантаж                                                                                     | Статус     | Місце                                                       |
| Wrotham       | суховантажне судно | Велика Британія | 28 липня 1941     | 1 884        | Баласт                                                                                     | потоплено  | 43°00′ пн. ш. 17°00′ зх. д. / 43.000° пн. ш. 17.000° зх. д. |
| Meridian      | суховантажне судно | Панама          | 11 листопада 1941 | 5 592        | Державні та генеральні вантажі                                                             | потоплено  | 52°50′ пн. ш. 33°20′ зх. д. / 52.833° пн. ш. 33.333° зх. д. |
| Crusader      | суховантажне судно | Панама          | 14 листопада 1941 | 2 939        | 3 926 т генеральних вантажів, включно з продуктами харчування. бавовною, залізом та сталлю | потоплено  | 49°30′ пн. ш. 37°15′ зх. д. / 49.500° пн. ш. 37.250° зх. д. |
| Fred          | суховантажне судно | Греція          | 14 травня 1942    | 4 043        | Баласт                                                                                     | пошкоджено | 31°27′ пн. ш. 32°27′ сх. д. / 31.450° пн. ш. 32.450° сх. д. |
| Hav           | суховантажне судно | Норвегія        | 14 травня 1942    | 5 062        | 7 380 т ячменю                                                                             | пошкоджено | 31°27′ пн. ш. 32°27′ сх. д. / 31.450° пн. ш. 32.450° сх. д. |
| Mount Olympus | суховантажне судно | Греція          | 14 травня 1942    | 6 692        | Баласт                                                                                     | потоплено  | 31°21′ пн. ш. 32°21′ сх. д. / 31.350° пн. ш. 32.350° сх. д. |
| Sphinx        | риболовне судно    | Єгипет          | 24 вересня 1942   | 39           |                                                                                            | потоплено  | 34°03′ пн. ш. 34°34′ сх. д. / 34.050° пн. ш. 34.567° сх. д. |